# ميخائيل ريت
ميخائيل ريت هو سياسي أمريكي، ولد في 30 ديسمبر 1956 في هارلم في الولايات المتحدة. نشط حزبياً في الحزب الديمقراطي. وقد انتخب عضو مجلس ولاية جورجيا ‏.